# Slavonski Šamac
Slavonski Šamac es un municipio de Croacia en el condado de Brod-Posavina.

## Geografía
Se encuentra a una altitud de 85 m s. n. m. a 234 km de la capital nacional, Zagreb.

## Demografía
En el censo 2011 el total de población del municipio fue de 2169 habitantes, distribuidos en las siguientes localidades:
- Kruševica - 1 173
- Slavonski Šamac- 996

| Gráfica de población de Slavonski Šamac 1857-2011                   |
|                                                                     |
| Según los censos de población de la oficina estadística de Croacia. |